# Monte Cengio
Monte Cengio je hora o nadmořské výšce 1 354 m nalézající se na území obce Cogollo del Cengio, která se nachází na jihozápadním konci náhorní plošiny Altopiano dei Sette Comuni v ústí údolí Val d'Astico. Hora byla dějištěm krvavých válečných událostí za Horské války a je považována za památnou zónu.
Hora byla během první světové války dějištěm významné bitvy trvající od 29. května do 3. června 1916, které se zúčastnily především jednotky sardinských granátníků. Z té doby pochází Soumarská stezka na Monte Cengio zpřístupňující její vrchol.

## Alpinismus
Monte Cengio je známa především svou členitou jižní stěnou pod soumarskou stezkou, rozdělenou na pět pilířů z hladkých kompaktních desek zakončených převisy. Pozornost horolezců z Vicenzy začala přitahovat až v 60. letech 20. století, kdy lezecká technika umožnila zdolávat převisy stěny. První cestu vytyčil průvodce Bortolo Fontana s G. Tasinazzem 26. 10. 1966 vlevo od převisu centrálního pilíře "la Sfinge" a pojmenoval ji Via Arsiero (160 m, V+ a A2). Poslední pilíř jižní stěny byl zdolán v roce 1977.